# Pat DuPré
Patrick „Pat“ DuPré (* 16. September 1954 in Lüttich, Belgien) ist ein ehemaliger US-amerikanischer Tennisspieler.

## Persönliches
Pat DuPré wurde in Belgien geboren. Sein Vater war ein Mitglied der belgischen Eishockeynationalmannschaft. Er wuchs mit einer älteren Schwester und einem jüngeren Bruder in Mountain Brook im US-Bundesstaat Alabama auf.
Er begann mit dem Tennisspielen, nachdem seine Eltern seiner älteren Schwester einen Schläger gekauft hatten, den sie aber nicht nutze. So übernahm Pat DuPré und begann unter Anleitung seines Vaters mit dem Tennisspielen.

## Karriere
Während seiner Highschoolzeit war DuPré dreimaliger Meister im Bundesstaat Alabama. Außerdem war er 1971 auf Platz 2 der US-amerikanischen Jugendrangliste. 1972 gewann er den nationalen Junioren-Titel im Einzel und führte die US-amerikanische Jugendrangliste im Einzel und im Doppel an. Während seiner Zeit an der Stanford University spielte er für das dortige Tennisteam. Er war vier Jahre All-American. Das Universitätsteam gewann mit seiner Beteiligung 1973 und 1974 die NCAA National Championship.
Ab 1972 trat Pat DuPré auf der ATP Tour an, ab 1976 auch außerhalb der USA. Im Einzel erreichte er 1977 zwei Halbfinals; in ATP Kairo verlor er gegen François Jauffret und in Hongkong gegen Ken Rosewall. Im Januar 1978 verlor er in Mexiko-Stadt sein erstes Finale gegen Raúl Ramírez. Bis zum November 1981 erreichte er sieben weitere Finalrunden, die er allesamt nicht für sich entscheiden konnte. Ende des Jahres 1981 holte er seinen ersten Einzeltitel beim Challenger in Bahia. Im November 1982 holte er bei seiner letzten Finalteilnahme im Einzel seinen ersten Titel auf der ATP World Tour, als er im Finale von Hongkong seinen Landsmann Morris Strode besiegte.
Im Doppel gelangen ihm mehr Turniersiege. Im Frühjahr 1977 erreichte er mit Chris Lewis sein erstes Doppelfinale in Kairo, welches sie gegen John Bartlett und John Marks verloren. Ein halbes Jahr später gewann er mit Chris Delaney den ersten Doppeltitel in Taipeh. Bis 1981 folgten drei weitere Titel mit unterschiedlichen Doppelpartnern. Nach 1984 trat er bei keinem hochklassigen Tennisturnier teil.

## Ehrungen
Im Jahr 1995 wurde er in die Alabama Sports Hall of Fame aufgenommen. 2012 folgte die Aufnahme in die International Collegiate Tennis Hall of Fame.

## Erfolge
| Legende                 |
| Grand Slam              |
| Masters Grand Prix      |
| Grand Prix Super Series |
| Grand Prix Series (5)   |
| ATP Challenger Tour (1) |

| Titel nach Belag |
| Hartplatz (2)    |
| Rasen (1)        |
| Sand (1)         |
| Teppich (1)      |

### Einzel

#### Turniersiege

##### ATP Tour
| Nr. | Datum            | Turnier  | Belag     | Finalgegner   | Ergebnis |
| --- | ---------------- | -------- | --------- | ------------- | -------- |
| 1.  | 1. November 1982 | Hongkong | Hartplatz | Morris Strode | 6:3, 6:3 |

##### Challenger Tour
| Nr. | Datum             | Turnier | Belag | Finalgegner | Ergebnis      |
| --- | ----------------- | ------- | ----- | ----------- | ------------- |
| 1.  | 30. November 1981 | Bahia   | Sand  | João Soares | 5:7, 7:6, 6:4 |

#### Finalteilnahmen
| Nr. | Datum             | Turnier      | Belag       | Finalgegner      | Ergebnis           |
| --- | ----------------- | ------------ | ----------- | ---------------- | ------------------ |
| 1.  | 5. Februar 1978   | Mexiko-Stadt | Teppich     | Raúl Ramírez     | 4:6, 1:6           |
| 2.  | 24. April 1978    | Tulsa        | Hartplatz   | Eddie Dibbs      | 7:6, 2:6, 5:7      |
| 3.  | 29. Oktober 1978  | Tokio (1)    | Sand        | Adriano Panatta  | 3:6, 3:6           |
| 4.  | 12. November 1978 | Hongkong (1) | Hartplatz   | Eliot Teltscher  | 4:6, 3:6, 2:6      |
| 5.  | 30. Juli 1979     | Lafayette    | Teppich (i) | Marty Riessen    | 4:6, 7:5, 2:6      |
| 6.  | 22. Oktober 1979  | Tokio (2)    | Sand        | Terry Moor       | 6:3, 6:7, 2:6      |
| 7.  | 5. November 1979  | Hongkong (2) | Hartplatz   | Jimmy Connors    | 5:7, 3:6, 1:6      |
| 8.  | 12. November 1979 | Taipeh (1)   | Teppich (i) | Bob Lutz         | 3:6, 4:6, 6:2, 3:6 |
| 9.  | 9. November 1981  | Taipeh (2)   | Teppich (i) | Robert Van’t Hof | 5:7, 2:6           |

### Doppel

#### Turniersiege
| Nr. | Datum             | Turnier      | Belag       | Partner       | Finalgegner                    | Ergebnis       |
| --- | ----------------- | ------------ | ----------- | ------------- | ------------------------------ | -------------- |
| 1.  | 26. November 1977 | Taipeh       | Teppich (i) | Chris Delaney | Steve Docherty Tom Gorman      | 7:6, 7:6       |
| 2.  | 22. Oktober 1979  | Tokio        | Sand        | Colin Dibley  | Rod Frawley Francisco González | 3:6, 6:1, 6:1  |
| 3.  | 11. November 1979 | Hongkong     | Hartplatz   | Bob Lutz      | Steve Denton Mark Turpin       | 6:3, 6:4       |
| 4.  | 8. Juni 1981      | Queen’s Club | Rasen       | Brian Teacher | Kevin Curren Steve Denton      | 3:6, 7:6, 11:9 |

#### Finalteilnahmen
| Nr. | Datum             | Turnier      | Belag       | Partner        | Finalgegner                    | Ergebnis      |
| --- | ----------------- | ------------ | ----------- | -------------- | ------------------------------ | ------------- |
| 1.  | 21. März 1977     | Kairo        | Sand        | Chris Lewis    | John Bartlett John Marks       | 5:7, 1:6, 3:6 |
| 2.  | 5. November 1978  | Tokio Indoor | Teppich (i) | Tom Gorman     | Ross Case Geoff Masters        | 3:6, 4:6      |
| 3.  | 18. Juni 1979     | Surbiton     | Rasen       | Marty Riessen  | Tim Gullikson Tom Gullikson    | 3:6, 7:6, 6:8 |
| 4.  | 21. Oktober 1979  | Sydney       | Sand        | Vijay Amritraj | Rod Frawley Francisco González | kampflos      |
| 5.  | 18. November 1979 | Taipeh       | Teppich (i) | Bob Lutz       | Mark Edmondson John Marks      | 1:6, 6:3, 4:6 |